# Vojtěch Munzar
Vojtěch Munzar (* 19. prosince 1976 Kladno) je český ekonom a politik, v letech 2012 až 2014 náměstek ministra životního prostředí ČR, od října 2017 poslanec Poslanecké sněmovny PČR, v letech 1998 až 2018 zastupitel města Kladno (v letech 2009 až 2010 náměstek primátora), člen ODS.

## Život
Vystudoval ekonomii na Provozně ekonomické fakultě České zemědělské univerzity v Praze (získal titul Ing.). Živí se jako konzultant.
Vojtěch Munzar žije v Kladně. S manželkou Helenou mají dva syny – Františka a Matyáše. Miluje historii, fantasy a svět Star Wars. Ve volném čase rád cestuje, vaří a stará se o zahradu. Hovoří anglicky, italsky a základně rusky.

## Politické působení
Je členem ODS, ve straně zastává pozice člena regionální rady a předsedy oblastního sdružení.
V komunálních volbách v roce 1998 byl za ODS zvolen zastupitelem města Kladna. V listopadu 2000 zastupitelstvo města Kladna odebralo na jeho návrh čestné občanství několika komunistickým politikům. Ve volbách v roce 2002 mandát zastupitele města obhájil a v listopadu 2002 se stal radním města. Pracoval též jako ředitel Správy bytového fondu Kladno. Také ve volbách v roce 2006 obhájil mandát zastupitele, na jaře 2009 byl pak zvolen náměstkem primátora (na starosti měl bydlení, životní prostředí a evropské fondy). Ve volbách v roce 2010 opět obhájil mandát zastupitele města a posléze se vrátil na pozici ředitele Správy bytového fondu Kladno. Zastupitelem byl zvolen i ve volbách v roce 2014, po kterých začal pracovat v opozici. Ve volbách v roce 2018 již nekandidoval.
V krajských volbách v letech 2000 kandidoval za ODS na 58. místě a získal 1 627 hlasů. Do krajského zastupitelstva Středočeského kraje kandidoval i v roce 2012 z 29. místa. V letech 2012 až 2016 pracoval jako člen ve Výboru pro životní prostředí a zemědělství Zastupitelstva Středočeského kraje.
Dne 18. června 2012 jej ministr životního prostředí ČR Tomáš Chalupa jmenoval svým náměstkem, na starosti měl mimo jiné správu budov, provozně-technické záležitosti úřadu a rozpočet celého resortu. Z funkce jej na konci ledna 2014 odvolal nový ministr životního prostředí ČR Richard Brabec.
Ve volbách do Poslanecké sněmovny PČR v roce 2002 kandidoval za ODS ve Středočeském kraji ze 13. místa kandidátní listiny a obdržel 1 618 hlasů. Poslancem byl zvolen ve volbách v roce 2017, kdy kandidoval ze třetího místa kandidátní listiny ODS. V Poslanecké sněmovně působil jako místopředseda kontrolního výboru. Byl také spolu se svým stranickým kolegou Jakubem Jandou členem volební komise. Podle statistiky hlasování patřil Vojtěch Munzar s 96% účastí na hlasování mezi poslance s nejmenší absencí.
Ve volbách do Poslanecké sněmovny PČR v roce 2021 kandidoval z pozice člena ODS na 4. místě kandidátky koalice SPOLU (tj. ODS, KDU-ČSL a TOP 09) ve Středočeském kraji. Získal 9 629 preferenčních hlasů a stal se poslancem.
Ve sněmovních volbách v roce 2025 kandiduje ze 4. místa kandidátní listiny koalice SPOLU ve Středočeském kraji.